# Georgi Weltschew
Georgi Atanasow Weltschew (auch Georgi Atanasov Velchev geschrieben; bulgarisch Георги Велчев * 18. November 1891 in Varna; † 16. April 1955) war ein bulgarischer Maler.

## Biografie und Werk

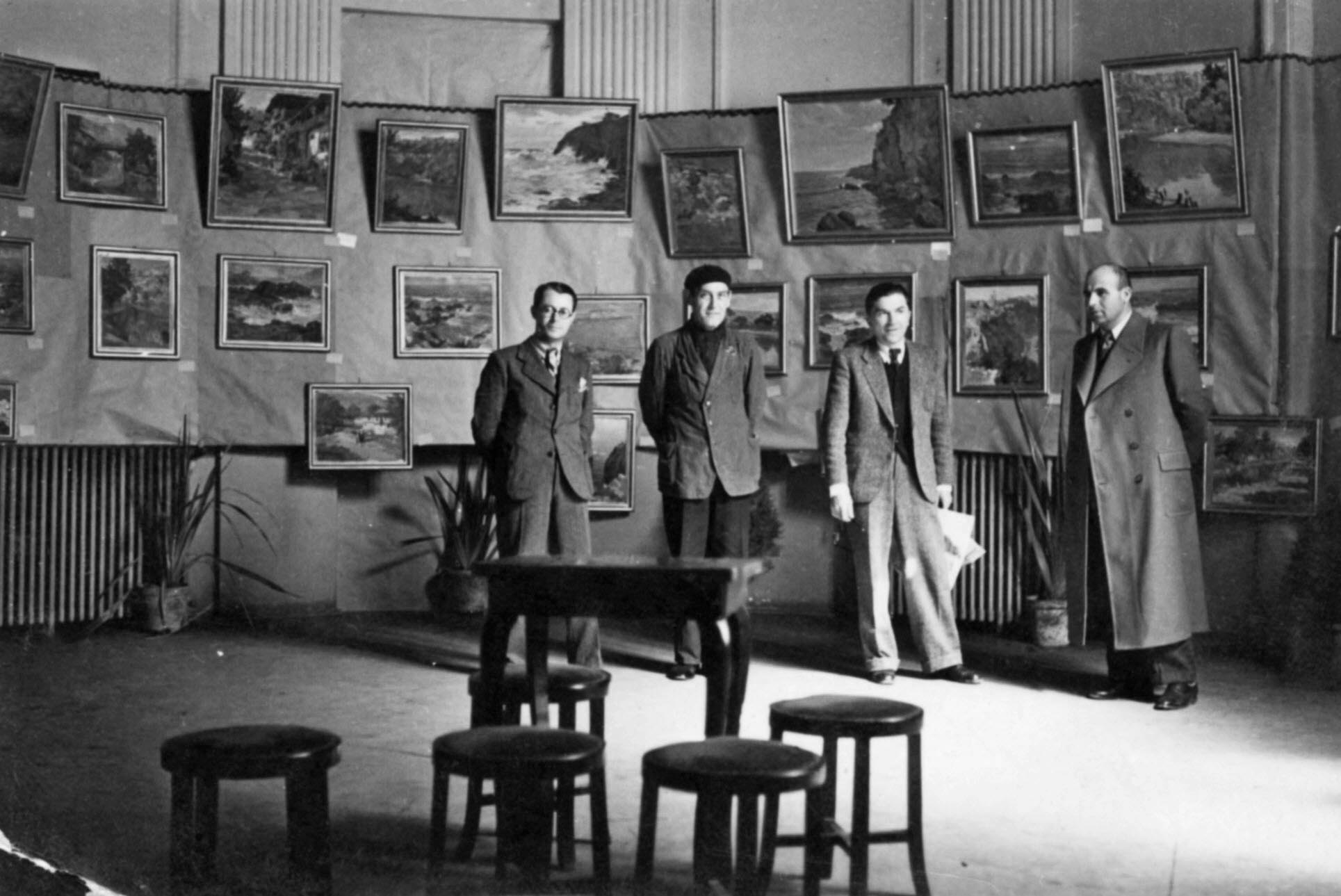
Ausstellung Georgi Weltschew; Weltschew, zweiter von rechts

Georgi Weltschew wurde am 18. November 1891 in Varna, Bulgarien, geboren. Seine Eltern waren aus Scherawna umgezogen, sein Vater eröffnete die erste Buchhandlung in der Stadt. Als Schüler reiste er nach Russland und besuchte die Eremitage und die Tretjakow-Galerie.
1910 trat er mit Christo Kavarnaliev, Kirill Diulgerov und Jordan Pinkow in die Kunst- und Industrieschule in Sofia ein und studierte bei Ivan Markwitschka und Stefan Iwanow. Während des Ersten Weltkriegs wurde er zum Kriegsmaler im Stab der Ersten Armee ernannt. Er wurde gefangen genommen und nach Frankreich gebracht. Nach dem Krieg, im Jahre 1920, beendete er sein Studium. In seinen frühen Werken von 1917 bis 1920 malte er unter impressionistischem, postimpressionistischem und symbolistischem Einfluss.
Von 1920 bis 1922 lebte Velchev in Paris. Die zu dieser Zeit geschaffenen Öl- und Gouachearbeiten zeigen seine Neigung zur Malweise von Pierre Bonnard und zu den ästhetischen Prinzipien der Nabis.
Ab 1923 wohnte er in München, Berlin und Bremen. Er hatte Ausstellungen in Karlsruhe und Wiesbaden, malte in den Bergen von Tirol, besuchte Italien und wurde von Heinrich Vogeler in die Künstlerkolonie Worpswede eingeladen.
Von 1924 bis 1931 war er in New York und stellte acht Mal mit guter Resonanz aus. Er reiste nach Miami, San Francisco, Philadelphia, besuchte Kanada und Hawaii. Die Wirtschaftskrise in den USA zwang ihn dazu, nach Bulgarien zurückzukehren, wo er bis zum Ende seines Lebens blieb. Auf dem Weg nach Europa besuchte er Australien und China.
In Bulgarien lebte und arbeitete er in seinem Haus in Varna. Er reiste weiterhin in Dörfer und Städte, in Gebirgs- und Küstenorte – und beobachtete das Leben der kleinen bulgarischen Welt. Er gab in seinen Bildern die sonnigen Höfe, die alten Tore, die Brücken und Brunnen der dörflichen und städtischen Häuser und Straßen wieder.
Georgi Weltschew starb im Alter von 64 Jahren am 16. April 1955.

## Museum undGalerie Georgi Velchev
Nach dem Tod Weltschews richteten seine Geschwister in seinem Haus ein Museum ein. Das Museum wurde 1961 eröffnet, seine Schwester Pavlina Weltschewa wurde erste Kuratorin. Die erste Ausstellung von 70 Gemälden und Zeichnungen wurde 1996 umgestaltet. Dabei wurden zum ersten Mal Weltschews Werke gezeigt, die er in Frankreich und Deutschland zwischen 1920 und 1923 geschaffen hat. Der Schwerpunkt der Ausstellung liegt auf Seebildern aus den 1930er und 1940er Jahren.
Das Museum hat fünf Ausstellungsräume mit einer Gesamtfläche von 100 m² und einer Sammlung von 239 Werken. Seit 2008 ist es eine Filiale der Varna City Art Gallery „Boris Georgiev“.

## Kataloge
1970 ist der Katalog „Georgi Velchev“ von Vicho Ivanov veröffentlicht worden, mit einer Zusammenfassung des Textes in französischer und russischer Sprache. Das Buch beinhaltet ca. 48 Schwarzweiß-Reproduktionen sowie Skizzen aus einem Album des Künstlers.
Zum 125. Geburtstag von Georgi Weltschew 2016 wurde ein bebilderter Katalog herausgegeben. Enthalten sind Texte von Plamena Dimitrova-Racheva, Ruzha Marinska und Roumen Serafimov, sowie eine detaillierte Biografie, in der neben seinem Lebensdaten alle Ausstellungen in Bulgarien und im Ausland aufgelistet sind.